# 侯購諜
侯購諜（學名：Spondias purpurea），也称紫槟榔青，為漆樹科檳榔青屬水果，原產於美洲熱帶地區。又名紅酸棗，葡萄牙语称之为“Ciriguela”，也有果珍类产品将其名称写为“Siriguela”。其种加词“purpurea”意为“紫色的”。
果核较大，果皮较厚，成熟后味道酸甜，果香浓郁，有葡萄和梨的复合之味。它是整個中美洲的流行水果，特別是在薩爾瓦多、尼加拉瓜、洪都拉斯和哥斯達黎加。

## 產地
牙買加與中美洲地區為侯購諜之盛產地；因侯購諜之果實可食，現今已被廣泛栽培於世界各地之熱帶地區，例如已被引入菲律賓及奈及利亞等地。

## 用途
侯購諜之果實能生食；未成熟之果實有時也被搭配以鹽、醋或萊姆汁等而為食用。在薩爾瓦多有一道經典點心，即是以候購諜、芒果佐以潘尼拉糖漿。

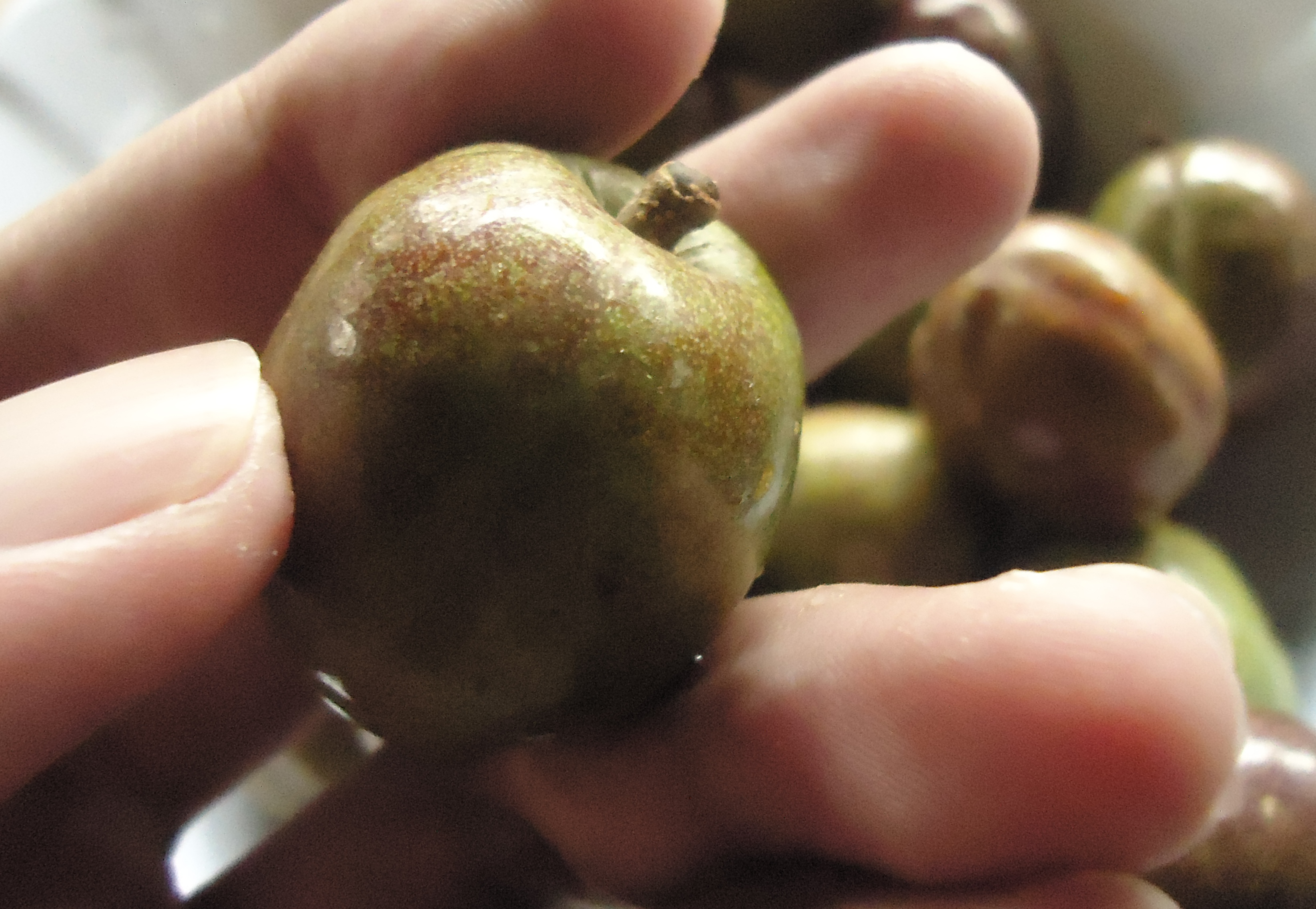
產自菲律賓的侯購諜
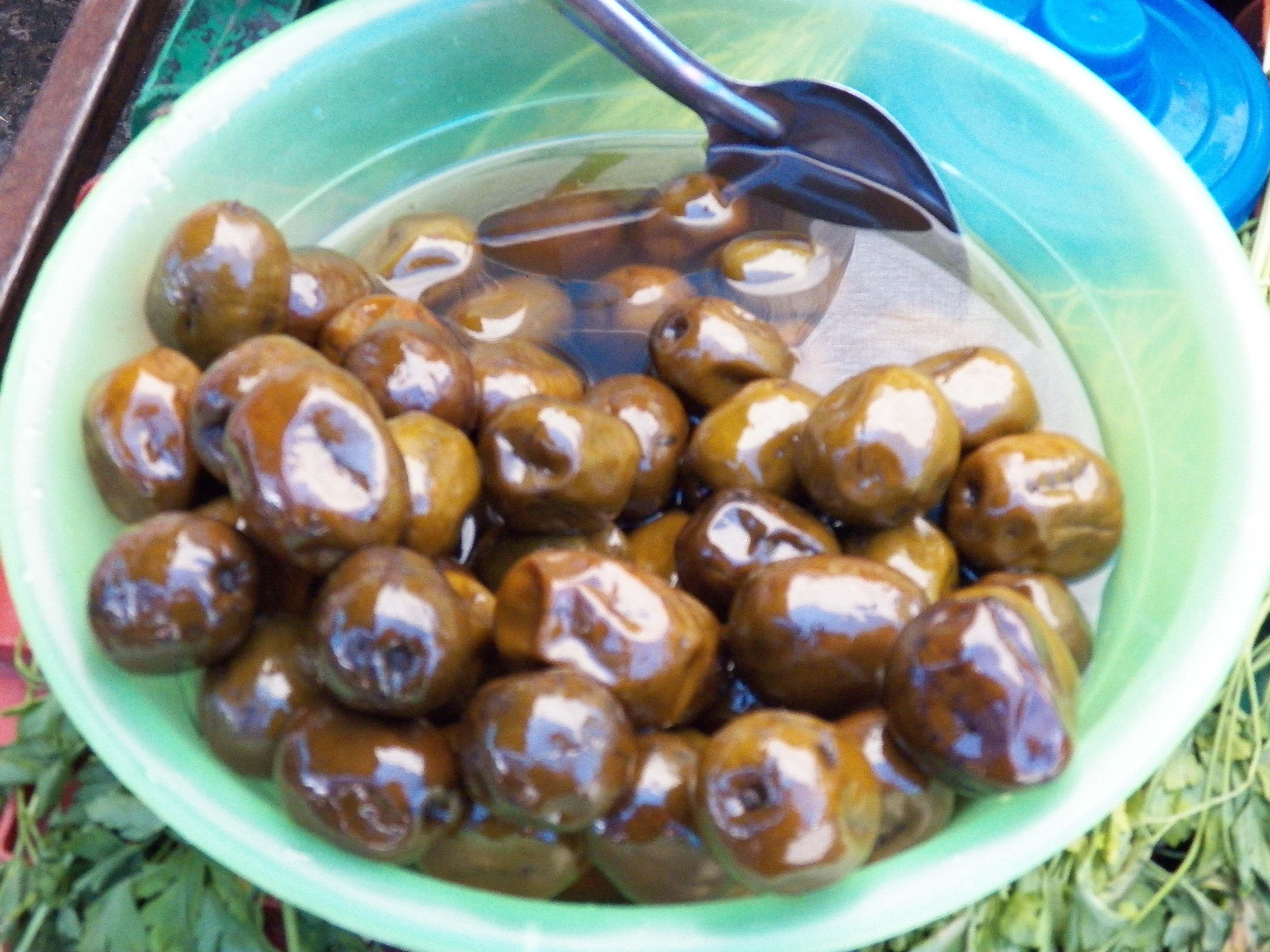
浸泡於糖漿內的侯購諜

1. ↑  ASALE, RAE-. . «Diccionario de la lengua española» - Edición del Tricentenario.   [2021-10-16] （西班牙语）.